# Partitiviridae
Partitiviridae es una familia de virus que infectan a plantas, hongos, protistas y bacterias. Tienen un genoma ARN de doble cadena y por lo tanto se incluyen en el Grupo III de la Clasificación de Baltimore. El nombre procede de la palabra latina partitius que significa dividido y que hace referencia a su genoma segmentado. 

## Taxonomía
La familia comprende actualmente cinco géneros:
- Partitivirus
- Alphacryptovirus
- Betacryptovirus
- Deltapartitivirus
- Gammapartitivirus

## Descripción

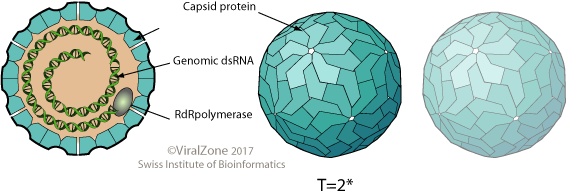
Dibujo esquemático: vista lateral de un par de viriones de los Partitiviridae (centro y derecha), además de uno en sección transversal (izquierda)

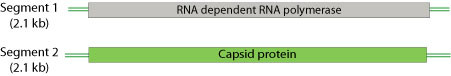
Mapa del genoma de Partitivirridae

Los partitivirus tienen viriones con geometrías icosaédricas y simetría T=1. No poseen envoltura vírica. El diámetro de los partitivirus es de alrededor de 25 a 43 nm. Los genomas son de ARN bicatenario divididos en dos segmentos, aunque puede haber segmentos subgenómicos adicionales. Los segmentos son encapsulados en la misma partícula de virus, codificando los segmentos más largos una ARN polimerasa dependiente de ARN y los más cortos la proteína de la cápside. Los segmentos tienen una longitud de alrededor de 1,4 a 3,0 kpb y la longitud total del genoma es de 3.000-10.000 nucleótidos.
La replicación viral se produce en el citoplasma. La entrada en la célula huésped se logra mediante la penetración en la célula huésped. La replicación sigue el modelo de replicación de virus de ARN de doble cadena. La transcripción de virus de ARN de doble cadena es el método de transcripción. El virus sale de la célula huésped mediante el movimiento de célula a célula. Las plantas, protistas, hongos y bacterias sirven como huéspedes naturales.
Según el gen de la ARN polimerasa, este grupo se puede dividir en cuatro clados (I-IV).
Los virus que afectan a las plantas son generalmente transmitidos por las semillas, mientras que en el caso de los Partitivirus fungales lo son solo por transmisión vertical o por anastomosis hifal. Hasta recientemente se incluía un cuarto género en la familia, Chrysovirus, que infecta a hongos tales como Penicillium, pero ahora se clasifica en su propia familia, Chrysoviridae, que incluye el Virus de Penicillium chrysogenum.